# Johan Gadolin

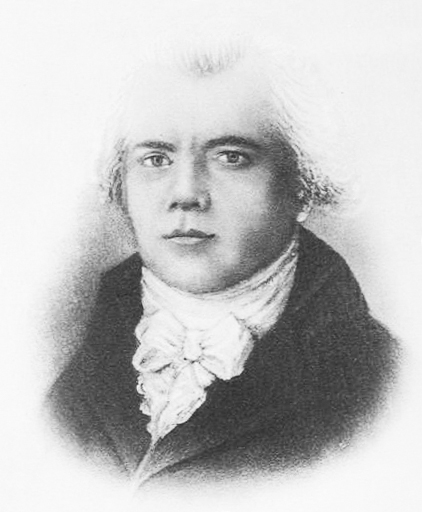
Johan Gadolin

Johan Gadolin (Turku, 5 juni 1760 – Wimo, 15 augustus 1852) was een Fins schei- en natuurkundige en mineraloog. Gadolin ontdekte het element yttrium (Y). Het element gadolinium en het mineraal gadoliniet zijn naar hem vernoemd.